# Turíngia
L'Estat Lliure de Turíngia (en alemany: Freistaat Thüringen, pronunciat [ˈfʁaɪʃtaːt ˈtyːʁɪŋən]) és un estat federat (Bundesland) d'Alemanya, que conforma el territori de la regió històrica del mateix nom. Turíngia fou un estat durant l'edat mitjana i posteriorment un estat de la república de Weimar, essent dividit en tres bezirke o districtes a l'extinta RDA.
Turíngia se situa al centre del país i limita amb la Baixa Saxònia al nord, amb Saxònia-Anhalt al nord-est, amb Saxònia a l'est, amb Baviera al sud i amb Hessen a l'oest. L'estat és conegut des del segle xix com «el cor verd d'Alemanya», a causa dels frondosos boscos que hom hi troba. La capital i ciutat més poblada és Erfurt.

## Història
Habitada pel poble dels hermanduris i després pels alamans, el poble dels turingis s'hi va establir al segle iv. Cap a començaments del segle VI tenien un rei anomenat Hermanfrid. El país va ser sotmès pels francs cap al 532 i amb el tractat de Verdun del 843 va pertànyer a Germània.
La Marca turíngia fou constituïda el 804 i va ser integrada a Saxònia el 908. El 965 va passar a la Marca de Meissen i abans del 1064 fou donada a Lluís el Barbut. Va ser incorporada a Saxònia el 1482.

## Districtes urbans i rurals
Turíngia està dividida en 17 districtes rurals (entre parèntesis, algunes ciutats importants de cada districte):
| 1. Districte d'Altenburger Land (Altenburg) 2. Districte d'Eichsfeld 3. Districte de Gotha (Gotha) 4. Districte de Greiz (Greiz) 5. Districte de Hildburghausen 6. Ilm (Arnstadt, Ilmenau) | 1. Kyffhäuserkreis (Sondershausen) 2. Districte de Nordhausen (Nordhausen) 3. Saale-Holzland 4. Saale-Orla 5. Saalfeld-Rudolstadt (Saalfeld, Rudolstadt) 6. Schmalkalden-Meiningen (Meiningen) | 1. Districte de Sömmerda (Sommerda) 2. Districte de Sonneberg (Sonneberg) 3. Unstrut-Hainich (Mühlhausen) 4. Wartburgkreis 5. Weimarer Land (Apolda) |

A més a més, també té sis districtes urbans:
1. Erfurt
2. Eisenach
3. Gera
4. Jena
5. Suhl
6. Weimar

### Ciutats
| Ciutats a Turíngia |                                                  |                        |                        |              |                         |
| posició            | ciutat                                           | habitants              | habitants              | habitants    | districte               |
| posició            | ciutat                                           | 31-desembre-1970       | 31-desembre-2000       | 30-juny-2005 | districte               |
| 1.                 | Erfurt                                           | 192.679                | 200.564                | 202.590      | districte urbà          |
| 2.                 | Gera                                             | 106.841                | 112.835                | 104.737      | districte urbà          |
| 3.                 | Jena                                             | 85.169                 | 99.893                 | 102.201      | districte urbà          |
| 4.                 | Weimar                                           | 63.985                 | 62.425                 | 64.361       | districte urbà          |
| 5.                 | Gotha                                            | 57.256                 | 48.376                 | 47.045       | Gotha                   |
| 6.                 | Eisenach                                         | 50.059                 | 44.442                 | 43.858       | districte urbà          |
| 7.                 | Nordhausen                                       | 42.018                 | 45.633                 | 43.781       | Nordhausen              |
| 8.                 | Suhl                                             | 28.177                 | 48.025                 | 43.202       | districte urbà          |
| 9.                 | Altenburg                                        | 47.497                 | 41.290                 | 38.203       | Altenburger Land        |
| 10.                | Mühlhausen                                       | 46.135                 | 38.695                 | 37.480       | Unstrut-Hainich-Kreis   |
| 11.                | Saalfeld                                         | 31.048                 | 29.511                 | 28.148       | Saalfeld-Rudolstadt     |
| 12.                | Ilmenau                                          | 19.634                 | 27.176                 | 26.713       | Ilm-Kreis               |
| 13.                | Arnstadt                                         | 27.368                 | 27.220                 | 25.828       | Ilm-Kreis               |
| 14.                | Rudolstadt                                       | 30.087                 | 27.528                 | 25.584       | Saalfeld-Rudolstadt     |
| 15.                | Apolda                                           | 29.754                 | 25.899                 | 24.684       | Weimarer Land           |
| 16.                | Greiz                                            | 39.424                 | 26.177                 | 24.007       | Greiz                   |
| 17.                | Sonneberg                                        | 29.811                 | 24.837                 | 23.928       | Sonneberg               |
| 18.                | Sondershausen                                    | 22.195                 | 23.088                 | 21.718       | Kyffhäuserkreis         |
| 19.                | Meiningen                                        | 24.876                 | 22.240                 | 21.642       | Schmalkalden-Meiningen  |
| 20.                | Sömmerda                                         | 15.959                 | 21.977                 | 20.885       | Sömmerda                |
| 21.                | Leinefelde-Worbis (formed at 16th of march 2004) | 4.315 (LF) 3.401 (WO)  | 15.056 (LF) 5.497 (WO) | 20.816       | Eichsfeld               |
| 22.                | Bad Langensalza                                  | 16.813                 | 19.917                 | 18.760       | Unstrut-Hainich-Kreis   |
| 23.                | Schmalkalden                                     | 14.527                 | 18.551                 | 17.893       | Schmalkalden-Meiningen  |
| 24.                | Zeulenroda-Triebes (formed at 1st of march 2006) | 13.549 (ZR) 4.790 (TR) | 14.600 (ZR) 4.230 (TR) | 17.702       | Greiz                   |
| 25.                | Heiligenstadt                                    | 12.464                 | 17.291                 | 17.175       | Eichsfeld               |
| 26.                | Bad Salzungen                                    | 11.466                 | 17.086                 | 16.551       | Wartburgkreis           |
| 27.                | Pößneck                                          | 19.547                 | 14.341                 | 13.592       | Saale-Orla              |
| 28.                | Schmölln                                         | 13.968                 | 13.193                 | 12.693       | districte d'Altenburger |
| 29.                | Zella-Mehlis (formed at 1st of april 1919)       | 17.136                 | 13.036                 | 12.355       | Schmalkalden-Meiningen  |
| 30.                | Hildburghausen                                   | 10.652                 | 12.466                 | 12.351       | Hildburghausen          |
| 31.                | Eisenberg                                        | 13.859                 | 11.764                 | 11.489       | Saale-Holzland-Kreis    |
| 32.                | Waltershausen                                    | 14.219                 | 11.725                 | 11.307       | Gotha                   |

## Llista de ministres presidents de Turíngia
| Ministres-Presidents de Turíngia                         | Ministres-Presidents de Turíngia | Ministres-Presidents de Turíngia | Ministres-Presidents de Turíngia | Ministres-Presidents de Turíngia | Ministres-Presidents de Turíngia |
| Núm.                                                     | Nom                              | Naixement-Mort                   | Partit                           | Inici de mandat                  | Fi de mandat                     |
| -------------------------------------------------------- | -------------------------------- | -------------------------------- | -------------------------------- | -------------------------------- | -------------------------------- |
| 1                                                        | Hermann Brill                    | 1895–1959                        | SPD                              | 9 de juny de 1945                | 16 de juliol de 1945             |
| 2                                                        | Rudolf Paul                      | 1893–1978                        | SED                              | 16 de juliol de 1945             | 9 d'octubre de 1947              |
| 3                                                        | Werner Eggerath                  | 1900–1977                        | SED                              | 9 d'octubre de 1947              | 23 de juliol de 1952             |
| Entre 1952 i 1990, l'estat de Turíngia va restar abolit. |                                  |                                  |                                  |                                  |                                  |
| 4                                                        | Josef Duchač                     | *1938                            | CDU                              | 8 de novembre de 1990            | 5 de febrer de 1992              |
| 5                                                        | Bernhard Vogel                   | *1932                            | CDU                              | 5 de febrer de 1992              | 5 de juny de 2003                |
| 6                                                        | Dieter Althaus                   | *1958                            | CDU                              | 5 de juny de 2003                | 30 d'octubre de 2009             |
| 7                                                        | Christine Lieberknecht           | *1958                            | CDU                              | 30 d'octubre de 2009             | 5 de desembre de 2014            |
| 8                                                        | Bodo Ramelow                     | *1956                            | Die Linke                        | 5 de desembre de 2014            | actualitat                       |